# Andreas Schick
Andreas Franz Schick (* 3. Juni 1961 in Bad Sobernheim) ist ein Generalmajor a. D. der Luftwaffe der Bundeswehr. In seiner letzten Verwendung war er Kommandeur des European Air Transport Command (EATC) im niederländischen Eindhoven.

## Militärische Laufbahn

### Ausbildung und erste Verwendungen
Beförderungen
- 07/1985 Leutnant
- 07/1987 Oberleutnant
- 07/1990 Hauptmann
- 10/1994 Major
- 01/1997 Oberstleutnant
- 02/2005 Oberst
- 12/2015 Brigadegeneral
- 09/2020 Generalmajor

Andreas Schick trat 1980 als Wehrpflichtiger in die Bundeswehr ein und wurde von 1980 bis 1982 als Flugdienstsoldat im Geschwadergefechtsstand des Jagdbombergeschwaders 35 in Pferdsfeld eingesetzt. Von 1982 bis 1983 absolvierte er die Offiziersausbildung an der Offizierschule der Luftwaffe in Fürstenfeldbruck. Von 1984 bis 1985 absolvierte Schick die fliegerische Ausbildung im Euro-NATO Joint Jet Pilot Training (ENJJPT)-Program auf der Sheppard Air Force Base in den USA. Von 1985 bis 1994 wurde er als Jagdflugzeugführer auf der F-4 Phantom, Fluglehrer, Staffeleinsatzoffizier und Geschwadereinsatzoffizier im Jagdgeschwader 71 „Richthofen“ in Wittmund eingesetzt. Die Ausbildung zum Fluglehrer absolvierte er hierbei 1989 beim Jagdgeschwader 72 „Westfalen“ in Rheine.
Von 1994 bis 1996 absolvierte Schick den Generalstabslehrgang an der Führungsakademie der Bundeswehr in Hamburg.

### Dienst als Stabsoffizier
Nach Absolvieren der Generalstabsausbildung wurde Schick von 1996 bis 1998 Staffelkapitän der 2. Fliegenden Staffel im Jagdgeschwader 71 „Richthofen“. Im Anschluss wurde Schick von 1998 bis 1999 als Stabsoffizier in der Abteilung A5 konzeptionelle Grundlagen, Organisation, Herstellung und Erhalt der Waffensysteme des Luftwaffenführungskommandos in Köln eingesetzt. Es schloss sich 1999 bis 2001 eine ministerielle Verwendung als stellvertretender Referatsleiter im Führungsstab der Streitkräfte in Bonn an. 2001 bis 2004 wurde Schick Adjutant beim Supreme Allied Commander Europe (SACEUR) im
Supreme Headquarters Allied Powers Europe in Mons, Belgien. 2004 bis 2005 war er Referatsleiter des Referats Fü L III 5 Grundsatzangelegenheiten Führung und Einsatz fliegender Kräfte/Mittel im Führungsstab der Luftwaffe in Bonn. Es folgte eine Verwendung als Chef des Stabes der 1. Luftwaffendivision in Fürstenfeldbruck. Von 2007 bis 2010 war er Kommodore des Jagdgeschwaders 73 in Rostock-Laage. Danach nahm er 2011 am Senior Course 117 am NATO Defence College in Rom teil. Im Anschluss war Schick von 2011 bis 2012 Gruppenleiter der Einsatzgruppe 4 Standby Forces im Einsatzführungskommando der Bundeswehr in Schwielowsee bei Potsdam. Es folgte eine Verwendung als Unterabteilungsleiter Führung & Einsatz Luftwaffe im Kommando Luftwaffe in Berlin. Von 2013 bis 2014 war Schick Referatsleiter SE II 5 Militärpolitik Grundsatzangelegenheiten, Internationale Interessenvertretung GenInsp im Bundesministerium der Verteidigung in Berlin.

### Dienst als General
Von 2014 bis 2017 war Schick Leiter Bereich Luft im Luftwaffentruppenkommando in Köln. Auf diesem Dienstposten erhielt er auch die Beförderung zum Brigadegeneral. Diesen übergab er im Juni 2017 an Oberst Stefan Scheibl. Am 28. Juni 2017 übernahm Schick den Dienstposten als Chef des Stabes beim European Air Transport Command (EATC) in Eindhoven, Niederlande. Am 24. September 2020 wurde Schick, unter Ernennung zum Generalmajor, Kommandeur des European Air Transport Command (EATC). Anfang September 2023 übergab er das Kommando über das EATC an den französischen Generalmajor Franck Mollard. Im Juli 2024 wurde er in den Ruhestand versetzt.

### Auslandseinsätze
- 2008 CJ3 Air und Senior National Representative, ISAF HQ, Kabul, Afghanistan
- 2015/16  Kontingentführer  1. Deutsches Einsatzkontingent Counter Daesh, Incirlik, Türkei

### Auszeichnungen
- Ehrenkreuz der Bundeswehr in Gold
- Einsatzmedaille der Bundeswehr ISAF, Bronze
- Einsatzmedaille der Bundeswehr Counter Daesh, Bronze[10]
- NATO-Medaille ISAF
- Meritorious Service Medal (USA)

Schick ist Command Pilot mit mehr als 2600 Flugstunden auf T-37, T-38, F-4 Phantom II und Eurofighter.

## Privates
Schick ist verheiratet.